# 올림픽 크로아티아 선수단
올림픽 크로아티아 선수단은 크로아티아를 대표하여 올림픽에 참가하는 선수단이다. 크로아티아는 1992년 독립 국가로서 처음으로 올림픽에 참가했으며 이후 모든 올림픽에 참가해 왔다.
크로아티아 국가 올림픽 위원회(National Olympic Committee of Croatia)는 크로아티아 올림픽 위원회(Croatian Olympic Committee)로 1991년에 창설되어 1993년에 승인을 받았다.
크로아티아 선수들은 1996년과 2004년 남자 핸드볼 팀의 여러 금메달과 2012년과 2016년 원반 던지기 산드라 페르코비치를 포함해 하계 올림픽에서 41개의 메달을 획득했다. 동계 올림픽에서는 야니카 코스텔리치가 우승했다. 2002년부터 2006년까지 6개의 메달(4개의 금메달)을 획득했고, 그녀의 오빠 이비카(Ivica)는 4개의 은메달(2006, 2010, 2014년)을 획득했으며 야코브 팍(Jakov Fak)은 2010년에 동메달을 획득했다.

## 같이 보기
- 분류:크로아티아의 올림픽 참가 선수